# Bobbodji
Bobbodji est un village de la commune de Martap située dans la région de l'Adamaoua et le département de la Vina au Cameroun.

## Population
En 1967, Bobbodji comptait 223 habitants, principalement Kaka.
Lors du recensement de 2005, 269 personnes y ont été dénombrées.